# Afropsephenoides volatilis
Afropsephenoides volatilis is een keversoort uit de familie keikevers (Psephenidae). De wetenschappelijke naam van de soort werd in 1924 gepubliceerd door George Charles Champion.